# Israels demografi
Denne artikel omhandler Israels demografi. Se også israelere. Samtlige tal er estimeret for 2006, om ikke andet er opgivet. 

## Befolkning
Der bor, pr. oktober 2006, totalt 7 082 000 mennesker i Israel . Dette inkluderer over 200 000 mennesker i Østjerusalem, omtrent 270 000 israelske bosættere på Vestbredden, og omtrent 20 000 på Golanhøjderne (estimeret juli 2007). Af disse var 26.1 % (mænd 858 246 / kvinder 818 690) mellem nul og 14 år, 64.2 % (mænd 2 076 649 / kvinder 2 046 343) mellem 15 og 64 år og 9.8 % (mænd 269 483 / kvinder 357 268) (2007 est.) ældre end 65 år.
Befolkningsvæksten ligger samlet set på 1,7 %. I løbet af 1990'erne var den jødiske befolknings vækstrate på omtrent tre procent hvert år, som et resultat af en massiv immigration til Israel, hovedsagelig fra republikkerne i det tidligere Sovjet. I alt er ankommet mere end 1 million jøder herfra. Der er også høj befolkningsvækstrate blandt visse jødiske grupper, specielt tilslutninger til den harediske jødedom.
Israelske araberes væsktrate befolkning er 2,5 %, mens israelske jøders vækstrate er 1,4 %. De   israelske araberes vækstrate afdæmpedes (fra 3,3 % i 1999 til 2,5 % i 2006)
Spædbarnsdødelighed ligger totalt på 6,89 dødsfald/1 000 overlevende, hvoraf 7,61 dødsfald/1 000 overlevende for drenge og 6,14 dødsfald/1 000 overlevende for jpiger. Den forventede levealder er totalt på 79,46 år, hvoraf forventet levealder for mænd er 77,33 år og for kvinder 81,7 år.
Samlet frugtbarhedstal ligger på 2,88 børn født/kvinde. SFBT var 2,75 for jøder (2,69 i 2005, 2,67 i 2000), 3,97 for muslimer (4,03 i 2005, 4,57 i 2000), 2,64 for drusere (2,59 i 2005, 2,87 i 2000), 2,14 for kristne (2,15 i 2005, 2,35 i 2000) og 1,55 for andre (1,49 i 2005, 1,55 i 2000). SFBT er vældig høj blandt harediske jøder. For Ashkenazi Haredi øgede SFBT til 8,51 i 1996 fra 6,91 i 1980. Tallene for 2006 er beregnet at være endda højere. SFBT for Sephardi/Mizrachi Haredi øgedes fra 4,57 i 1980 til 6,57 i 1996. 

### Konsekvenser af den massive indvandring
Den hastige befolkningstilvækst og store indvandring belaster vandressourcerne i området markant, således at det fra naturens side tørre land, i øjeblikket bruger mere vand end der bliver tilført, hvorved der tæres på ferskvandsressourcerne. Landets største ferskvandsreservoir, Genesaret Søen er faldet med flere meter, og når sommeren 2008 rekordlave -213 meter under havets overflade, under hvilket punkt søen skades økologisk, og salt trænger ind og tilgroning sker, hvis oppumpning fortsætter. I de sidste 17 år har slusen som regulerer vand til Jordan-floden været lukket, hvilket yderligere har medført at Det Døde Hav også er svundet ind, og truer med helt at fordampe væk, da Jordan-floden er dets eneste vand-tilløb.

### Fødsels- og dødsrate
Fødselsraten ligger på 20,8 fødsler/1 000 befolkning (2005). I 2006 var der totalt 148 170 fødsler. (143 913 i 2005 & 136 390 i 2000). Af dette tal var 104 513 jødiske mødres (Inkluderet omtrent 5 000 jødiske kvinders fødsler som bor i arabiske byer som Rahat og Arara. 100 657 i 2005 og 91 936 i 2000). 34 337 var muslimske mødres (34 217 i 2005, 35 740 i 2000). 2 601 var druseres (2 533 i 2005 & 2 708 i 2000). 2 500 var kristne mødres (2 487 i 2005 & 2 789 i 2000).
Der døde 6,18 dødsfald pr. 1 000 befolkning i 2006, totalt var der 38 666 dødsfald. (39 026 i 2005 og 37 688 i 2000). Af disse var 33 568 jøder (34 031 i 2005 og 33 421 i 2000). 3 078 var muslimer (2 968 i 2005 og 2 683 i 2000). 360 var drusere (363 i 2005 og 305 i 2000). 712 var kristne (686 i 2005 og 666 i 2000).

### Ind- og udvandringsrate
Tre immigrant(er)/1 000 befolkning (2006 est.)
Der var totalt 19 269 immigranter i 2006: 7 472 fra tidligere Sovjetunionen, 3 595 fra Etiopien, 2 411 fra Frankrig, 2 159 fra USA, 594 fra Storbritannien, 304 fra Indien, 293 fra Argentina, 232 fra Brasilien, 228 fra Canada, 142 fra Colombia, 134 fra Venezuela, 114 fra Sydafrika, 112 fra Tyskland, 91 fra Belgien, 91 fra Centralamerika, 85 fra Schweiz, 73 fra Uruguay, 72 fra Mexico, 66 fra Oceanien, 63 fra Ungarn, 61 fra Chile, 50 fra Rumænien og 50 fra Nederland.
21 500 israelere emigrerde i 2005 og 10 500 returnerte fra udlandet.
Det totale antal israelske emigranter som lever udenlands er omtrent 900 000, inkluderet deres udenlandskfødte barn. I perioden 1990-2001 emigrerede 270 000 udenlands alene, hvoraf 68 000 var af FSU-oprindelse.

## Etniske grupper
Ifølge den israelske folketælling i 2006 var Israels befolkning på 7 116 700 brudt ned i følgende etniske grupper: 
- De fleste utilsluttede er personer som er ikke-jødiske immigranter fra tidligere Sovjet, mens 2 500 libanesere, nogle øst-europæiske kristne fra Rumænien og Bulgarien så vel som kristne fra Etiopien er også med.

Disse oplysninger inkluderer lovlige statsborgere i Staten Israel, og inkluderer ikke-muslimer, kristne eller andre indbyggere som bor i områder under administration af Det palæstinensiske selvstyreområde.

### Jøder
Blandt jøderne var 68 % israelskfødte, for det meste andre- eller tredjegenerations israelere, og resten er olimer – 22 % er fra Europa og Amerika, og 10 % er fra Asien og Afrika, inkluderet arabiske lande.
Traditionelt deles jøder ind i disse grupper:
- Askenasiske – Jøder hvis forfædre kom fra Tyskland, Frankrig og Østeuropa. De fleste askenasiske jøder som er bosat i Israel var fra Rusland, Polen, Rumænien, Ungarn, Italien (hovedsagelig Milan og Trieste), Nordamerika, Sydafrika og Australien.
- Sefardiske – Jøder hvis forfædre kom fra Spanien eller Portugal indtil 1492, og nogle gange senere, så spredet til Grækenland, Italien, England, Nederland og andre steder i Europa, så vel som Det Osmanniske Rige. Mange af de sefardiske jøder som bosatte sig i Israel var fra Marokko, Tyrkiet, Nordafrika og middelhavsområderne, og er efterkommere af immigranter fra Spanien og Portugal. I moderne israelsk-hebraisk brug så er kategorien mizrahisk jødedom ofte inkluderet.
- Bené Roma – Jøder hvis forfædre bodee hovedsagelig i Centralitalien. På grund af sin historiske og geografiske position var Rom vært for de antikke, kontinuerlige jødiske samfund i Vesteuropa, som dateres tilbage til Romerriget. Norditalien var for flere århundreder siden vært for større sefardiske og askenasiske samfund.
- Mizrahiske – Jøder hvis forfædre levede i arabiske eller muslimske lande, men levede ikke i Spanien eller Portugal. De fleste jødiske immigranter til Israel fra Iran, Irak, Yemen og Syrien er anset som mizrahiske.
- Beta Israel fra Etiopien som til at begynde var bragt med til Israel under Operation Salomon og Operation Moses. I dag bor mindst 100 000 i landet.
- Indiske jøder – Jøder fra fem forskellige samfunn i Indien og Burma, hver med forskellige rødder.

Kommentar: Grækenland er romaniotes; og mange af de bulgarske og latin-amerikanske er sefardiske. Disse grupper holder fast ved egne kulturer og historier.
De som oprindeligt kommer fra muslimske og arabiske lande kaldes normalt sefardere af deres askenasiske modparter, selv om broderparten ikke stammer fra iberianske jøder og er bedst beskrevet som mizrahi. Jøder fra Iran og Irak er altid anset som mizrahi, akkurat som Yemen- og Omani-jøder.
I Israel er der omtrent 300 000 etniske jøder som ikke er jødiske ifølge den halakiske lov. Af dette antal er omtrent 10 % kristne og 89 % er enten jøder eller ikke-religiøse. Kun et lille antal (ca. 2 000) konventerer sig hvert år til jødedommen, mens immigration fra FSU tilføjer tusinder til antal hvert år. Det totale antal konventerede under IDF Naturprogram var 640 i 2005 og 450 i 2006. Fra 2002 til 1. oktober 2007 konventerede totalt 2 213 soldater sig under Nativ.  I 2003 så konventerede 437 kristne sig til jødedommen, i 2004 – 884, og i 2005 – 733. 

### Arabere
Arabere i Israel inkluderer efterkommere af de som forblev indenfor Israels grænser under Israels uafhængighedskrig eller returnerede raskt efterpå, palæstinensere som immigrerede til Israel (specielt siden 1993) så vel som drusere og beduinere. Omtrent 9 % af de israelske arabere er kristne indenfor forskellige trossamfund, for det meste katolikker og ortodokse.

### Tjerkessere
I Israel bor der også nogle tusinder tjerkessere som for det meste bor i Kfar Kama (2 000) og reyhaniyere (1 000). Disse to landsbyer var en del af en større gruppe tjerkessiske landsbyer rundt Golanhøjderne. Tjerkessere i Israel nyder, som druserne, en status aparte. Mandlige tjerkessere (ved leders forespørgsel) må gøre militærtjeneste, mens kvinder ikke trænger.

## Religioner
Der finnes ikke officielle tal for antal ateister eller på andre måder ikke-tilsluttede individer, som kan udgøre op mod en kvart af befolkningen refereret til som jødisk. Ifølge Israel Central Bureau of Statistics' studie i 2004 på ældre israelere sp definerer 8 % af israelske jøder sig som harediske (eller ultraortodokse); yderligere 9 % er "religiøse" (hovedsakgelig ortodoks, også kendt i Israel som: Sionist-religiøs, nationalreligiøs eller kippot srugot); 12 % anser sig selv som "religiøse traditionalister" (for det meste tilsluttet jødisk Halakha); 27 % er "ikke-religiøse traditionalister" (respekterer kun delvis jødisk halakha), og 43 % er "sekulære". Blandt de sekulære siger 53 % at de tror på Gud. På grund af den højere nativitetsrat for religiøse og traditionelle over sekulære, så er andelen religiøse og traditionalister blandt totalbefolkningen endda højere.

## Sprog
På grund af sin immigrantnatur er Israel et af de mest multikulturele og flersproglige samfund i verden. Hebraisk og arabisk er de officielle sprog, mens engelsk, russisk, jiddisch, rumænsk, ukrainsk, amharisk, tyrkisk, fransk, spansk, tysk, vietnamesisk og polsk de mest brugte fremmedsprog. En vis grad engelsk tales praktisk talt universelt, og er det prefererede sprog for mange israelske forretningsfolk. Engelskkurs er obligatorisk i det israelske skolesystem, og de fleste skoler tilbyder arabisk, spansk og fransk.

## Læse- og skrivefærdighed
Af befolkningen på 15 år og over kan 95.4 % læse og skrive, 97.3 % af den mandlige del, og 93.6 % blandt kvinderne (tal fra 2003). Uddannelse i alderen mellem 5 og 18 er gratis og obligatorisk. Skolesystemet er organiseret ind i børnehaver, seksårsskole, og enten seks år højere skole eller tre år mellemskole + tre år senior-videregående (spørges på regionen). Efter det bliver en omfattende eksamen tilbudt for universitetsadgang. Der er syv universiteter i Israel.